# Louis de Buade de Frontenac
Pour les articles homonymes, voir Buade et Frontenac.
Louis de Buade, comte de Frontenac et de Palluau, né le 12 mai 1622 au château de Saint-Germain-en-Laye (France) et mort le 28 novembre 1698 à Québec (Nouvelle-France), est un militaire et administrateur français. Nommé à deux reprises gouverneur de la Nouvelle-France par le roi de France Louis XIV, il développe la colonie et la défend contre les attaques anglaises, notamment lors de la bataille de Québec en 1690.

## Biographie

### Origine familiale
L'origine de sa famille se situe très certainement dans le Sud-Ouest de la France. L'historien William John Eccles rappelle que les Buade « appartenaient à une vieille famille de la noblesse d’épée, connue en Périgord depuis la fin du XIIIe siècle. Ils tiraient le titre de Frontenac d’un fief situé en Guyenne, entre Agen et Castillones. » (Froutana à Cahuzac semble-t-il ; Buade peut évoquer un lieu-dit de Ginestet en Périgord, au nord de Bergerac ; en tout cas, la branche aînée des Buade avait Saint-Cernin-de-la-Barde, au sud de Bergerac et au nord de Castillonnès).
- Le grand-père et le père de Louis, Antoine de Buade de Frontenac et Henri de Buade de Frontenac, sont gouverneurs de l'actuel château de Saint-Germain-en-Laye (« château vieux ») et sont très proches de la famille royale. C'est à Saint-Germain-en-Laye que naît Louis de Frontenac le 12 mai 1622. Il est baptisé dans la chapelle le 30 juillet 1623, le roi Louis XIII, roi de France, devenant son prestigieux parrain[2], sa marraine étant Catherine Henriette de Bourbon (1596-1663), épouse du duc d'Elbeuf et demi-sœur de Louis XIII. Sa mère Anne, fille de Raymond II Phélypeaux de La Vrillière, était la nièce de Jean Phélypeaux de Villesavin et Buzançais. Son grand-père Antoine de Buade avait acquis la terre de Palluau (Indre) en 1606.

L'acte de baptême de Frontenac, conservé aux archives municipales de Saint-Germain-en-Laye, est rédigé de la façon suivante :

« Le dit jour (30 juillet 1623) furent administrées les cérémonies du sacrement de baptême par Monseigneur l’Archevêque de Tours, en la chapelle du Vieux Château, à Louis, né le douzième mai 1622, fils de feu noble homme Henri de Buade, de son vivant comte de Palluau gouverneur pour sa majesté des châteaux de Saint-Germain-en-Laye et premier maître d’hôtel dudit seigneur, et de Madame Anne Phélipeaux. Le parrain Louis, par la grâce de Dieu, roi de France et de Navarre. La marraine très haute princesse Henriette de Bourbon, femme de très haut Prince Monseigneur le Duc d’Elbeuf. »

Deux autres exemplaires de cet acte sont conservés aux Archives départementales des Yvelines.

### Jeunesse et expérience militaire

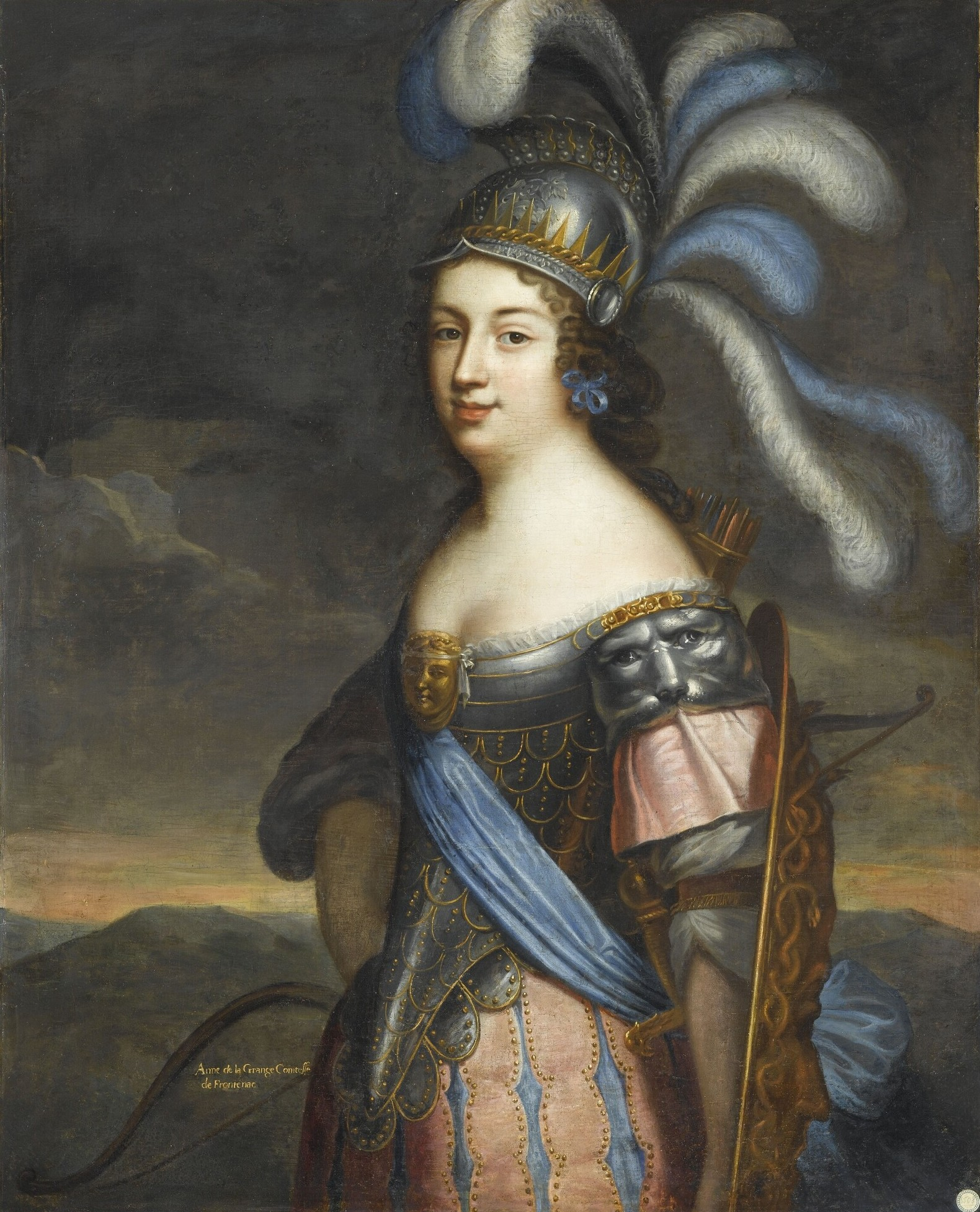
Anne de La Grange-Trianon, que Frontenac épouse en secret en 1648.

L'incertitude plane sur les années de formation de Frontenac. Il semble qu'il aurait fréquenté un des collèges des Jésuites, très réputés à l'époque.

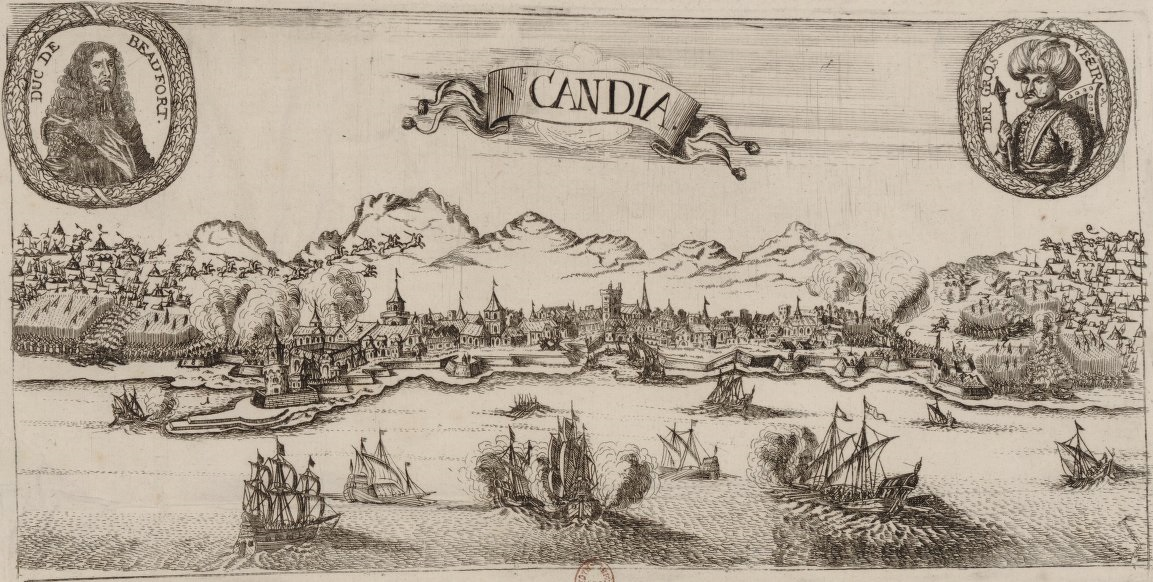
Le siège de Candie en 1669 au moment où Frontenac participe à l'expédition de secours.

À l'âge de dix-sept ans, il se joint à l'armée française. Il participe à plusieurs campagnes lors de la guerre de Trente Ans. En février 1643, on lui décerne le brevet de maître de camp (colonel) au régiment de Normandie. Au siège d'Orbitello en 1646, il est blessé au bras droit, blessure dont il ne guérira jamais. On l'élève alors au grade maréchal de camp, correspondant à celui de général de brigade dans les armées actuelles.
Le 28 octobre 1648, en l'église Saint-Pierre-aux-Bœufs à Paris, Frontenac épouse en secret Anne de La Grange-Trianon, célèbre pour sa beauté physique et dont le portrait se trouve à Versailles. Elle est l'héritière d'une immense fortune. Le père d'Anne s'oppose violemment à ce mariage et quand il apprend que les noces ont quand même eu lieu, il déshérite sa fille. Le 7 mai 1651, à Clion-sur-Indre (Indre), Anne donne naissance à François-Louis, le seul enfant du couple Frontenac. L'une des sœurs de Louis, Henriette-Marie, est l'épouse de l'érudit et homme de lettres, Henri Louis Habert de Montmor.
Frontenac et la comtesse allèrent demeurer à Paris pour passer leur temps à la cour, où ils vivaient bien au-dessus de leurs moyens. La comtesse fut, avec Gilonne d'Harcourt, comtesse de Fiesque, qui demeurera sa grande amie, l'une des deux maréchales de camp de Mademoiselle de Montpensier pendant la Fronde, puis accompagna celle-ci dans son exil au château de Saint-Fargeau.
Les dettes furent une constante préoccupation de Frontenac au cours de sa vie. En 1653, pour cette raison, il vendit la charge de colonel de son régiment. En 1664, ses dettes dépassaient de beaucoup les 350 000 livres. Au cours de cette dernière année, il s’engagea à rembourser cette partie de ses dettes en quatre ans, mais il ne fit rien pour s'acquitter de cette obligation. Le moyen qu'il trouva d'échapper à ses créanciers fut plutôt d'accepter la charge de lieutenant général des troupes de Venise, en Crète, qui défendaient cette île contre les Turcs.

Le roi Louis XIV était sans doute pressé de le voir quitter la France pour une autre raison. Madame de Montespan ne laissa pas indifférent Frontenac, et il eut même une relation adultère avec elle avant qu'elle soit la favorite du Roi-Soleil. Mademoiselle de Montpensier relate avoir par inadvertance intercepté un billet doux de Frontenac à Madame de Montespan, où il dit qu'il en était « fort amoureux »,. Le scandale éclata. Les chansonniers se moquèrent avec esprit de cette relation. On entend chanter :
Je suis ravi que le roi notre sire

Aime la Montespan ;

Moi, Frontenac, je m'en creve de rire,

Sachant ce qui lui pend.

Et je dirai sans etre des plus betes,

Tu n'as que mes restes,

Toi,

tu n'as que mes restes.
Cette relation de Frontenac avec Madame de Montespan scandalisa sa femme la comtesse, qui allait lui en garder rancune.
En juin 1669, il part pour la Crète afin d'y prendre son commandement lors de l'expédition française pour secourir Candie, accompagné de son fils, qui serait un de ses aides de camp. Son tempérament querelleur lui attira des ennuis avec les autres officiers supérieurs de l’armée vénitienne. Le capitaine général Francesco Morosini, un militaire de grande réputation, fut excédé par son comportement. En septembre, il était limogé et recevait l’ordre de quitter l’île.

### Le premier gouvernement de Frontenac
Le 7 avril 1672, Louis de Frontenac obtient de Louis XIV la charge de gouverneur général de la Nouvelle-France. Les revenus qu'il tirait de cette charge étaient assez modestes. (24 000 livres). Toutefois, il améliorait sa situation car il avait réussi à obtenir une ordonnance du Conseil d’État qui levait la saisie dont ses biens avaient été frappés et lui accordait un sursis pour rembourser ses dettes.
Le 28 juin, il embarque (sans sa femme) à La Rochelle à destination de sa nouvelle mission nord-américaine. Il est assermenté le 23 octobre. À cette époque, la Nouvelle-France est gérée comme une province métropolitaine, même si l'éloignement rend nécessaires des aménagements importants. Frontenac, en sa qualité de gouverneur, a alors pouvoir absolu sur les affaires militaires, il possède même le droit de véto à l'égard des décisions des autres dirigeants. C'est l’intendant qui a la responsabilité des questions touchant à la justice, aux finances et à l’administration en général. Mais, alors qu'arrive Frontenac en Nouvelle-France, Jean Talon vient d'en partir. Le ministre des Colonies Jean-Baptiste Colbert ne lui ayant pas donné d'instructions relativement à la délégation des pouvoirs de l’intendant, Frontenac supposait que ces pouvoirs lui revenaient. Mais la manière dont il en usa le brouilla avec le Conseil souverain, avec le gouverneur de Montréal et avec plusieurs des principales familles de la colonie. Bon nombre de ces conflits étaient en rapport avec la traite des fourrures.
Frontenac comprit très vite ce que pouvait apporter la traite des fourrures dans l’Ouest. Une des premières initiatives du nouveau gouverneur suscita du mécontentement dans la colonie. Sans en informer le ministre, il établissait, un an après son arrivée, un poste de traite sur le lac Ontario, nommé fort Frontenac (ou Cataracoui) à l’embouchure de la rivière Cataracoui, là où se trouve aujourd'hui la ville de Kingston. Les traitants de fourrures et les habitants de Montréal en furent très mécontents.
Les abus d'autorité de Frontenac se multiplièrent au cours de ce premier gouvernement et finirent par être connus de la Cour. Le gouverneur fut sévèrement blâmé. Colbert nomma un intendant de la colonie, Jacques Duchesneau, qui eut le pouvoir d’agir en qualité de président du Conseil souverain et de remplir toutes les autres fonctions d’un intendant de province. L'autorité de Frontenac était restreinte à ce qu'elle aurait dû être, à savoir les affaires militaires et la surveillance des autres fonctionnaires, mais sans intervenir dans l’exécution de leurs fonctions. Était également aboli le pouvoir du gouverneur général de désigner les membres du Conseil souverain, de concert avec l’évêque. Frontenac conçut une grande amertume de cette restriction imposée à son autorité. Bientôt, les conflits reprirent. Au cours de l'hiver 1678-1679, « il tenta de réduire à la soumission l’intendant et le Conseil souverain. La querelle éclata parce que Frontenac voulait s’arroger un des pouvoirs que lui déniait expressément la déclaration royale de 1675, c’est-à-dire celui de présider les séances du conseil. Quand, en juillet 1679, le Conseil souverain refusa d’accéder à cette demande, il exila de Québec le procureur général Ruette d’Auteuil et deux conseillers. » Mis au courant, Louis XIV et Colbert en conclurent que Frontenac avait tort. Il s'en fallut de peu qu'il ne fut rappelé.
Le Conseil souverain l'avait emporté sur Frontenac. La Cour lui avait donné raison contre le gouverneur. En position de force, il poursuivit certains associés de Frontenac à cause de violations des édits royaux régissant le commerce des fourrures.
Au terme de son premier mandat, la situation de la colonie devenait préoccupante. En s'étendant vers l’ouest, celle-ci entra en conflit avec les Iroquois qui étaient décidés à se rendre maîtres de la vallée de l’Ohio. Jusqu’en 1675, les Iroquois n’avaient pu s’opposer à l’établissement de postes français dans des territoires qu’ils convoitaient, à cause de leur guerre avec d'autres tribus amérindiennes. Mais, en 1675, la paix ayant été conclue avec celles-ci, ils se trouvaient en position de s'en prendre aux Français et à leurs alliés. Ce qu'ils firent. Pour Eccles, la faute la plus grave de Frontenac a été de ne rien faire pour écarter la menace iroquoise. « Frontenac avait négligé de prendre quelque précaution que ce fût contre ce danger ; la colonie restait virtuellement sans défense. »
C’est dans ce contexte périlleux que, en 1682, Frontenac fut rappelé en France. Ses querelles avec l’intendant et le Conseil souverain excédaient les autorités royales. « En 1680, le ministre [Colbert] l’informa que tous les corps publics et de nombreux particuliers se plaignaient de sa tyrannie. » Mais Frontenac, une fois de plus, n'en tint pas compte.

### Le deuxième gouvernement
Après un interrègne de sept ans, le comte revient en Nouvelle-France en 1689, alors que la France et l'Angleterre sont officiellement en guerre (guerre de la Ligue d'Augsbourg). Il est désigné par le roi en avril 1689, « parce que Denonville, épuisé de fatigue, avait demandé son rappel. L’influence de Frontenac et celle de ses amis à la cour avaient suffi pour lui obtenir la nomination ».
Il est placé à la tête d'une force militaire qui doit attaquer New York. En raison d'un retard dû aux conditions météorologiques, l'expédition n'arrive à Québec que le 12 octobre, ce qui est trop tard pour lancer une attaque terrestre contre Albany (Orange) et Manate. Le projet est abandonné.
Il doit défendre la Nouvelle-France contre les Iroquois qui poursuivaient leurs incursions dévastatrices contre les établissements. Quatre mois après la nomination de Frontenac, le 4 août 1689, a lieu le tristement célèbre « massacre de Lachine », au cours duquel des Iroquois attaquent à l'improviste l'établissement français, tuant un grand nombre de personnes et semant la destruction.
Il devait aussi parer à de possibles attaques de la part des colonies anglaises, tout en fournissant une aide militaire aux alliés amérindiens de l’Ouest. Frontenac peut compter sur des troupes régulières importantes (1 400 hommes), qui sont appuyées par des milices canadiennes. Il peut s'appuyer sur trois hommes compétents en la matière : l’intendant Champigny, le gouverneur de Montréal, Louis-Hector de Callière, et Philippe de Rigaud de Vaudreuil, commandant des troupes régulières. Il décide de faire réoccuper le fort Frontenac (qui avait entretemps été pris par les Anglais) et entreprend des travaux de fortifications à Québec et à Montréal.
En janvier 1690, Frontenac se lance à l'attaque contre les établissements anglais frontaliers. Il s'en prend à trois petits établissements, fort éloignés l’un de l’autre : Schenectady (New York), Salmon Falls (Maine) et fort Loyal (baie de Casco). Les fermes et les maisons sont détruites, les colons massacrés, et l'on ramène quelques prisonniers. Utiles afin de remonter le moral de la colonie, elles suscitent, dans les établissements anglais, une colère qui ne peut que les pousser à se porter à l'attaque.

#### Bataille de Québec

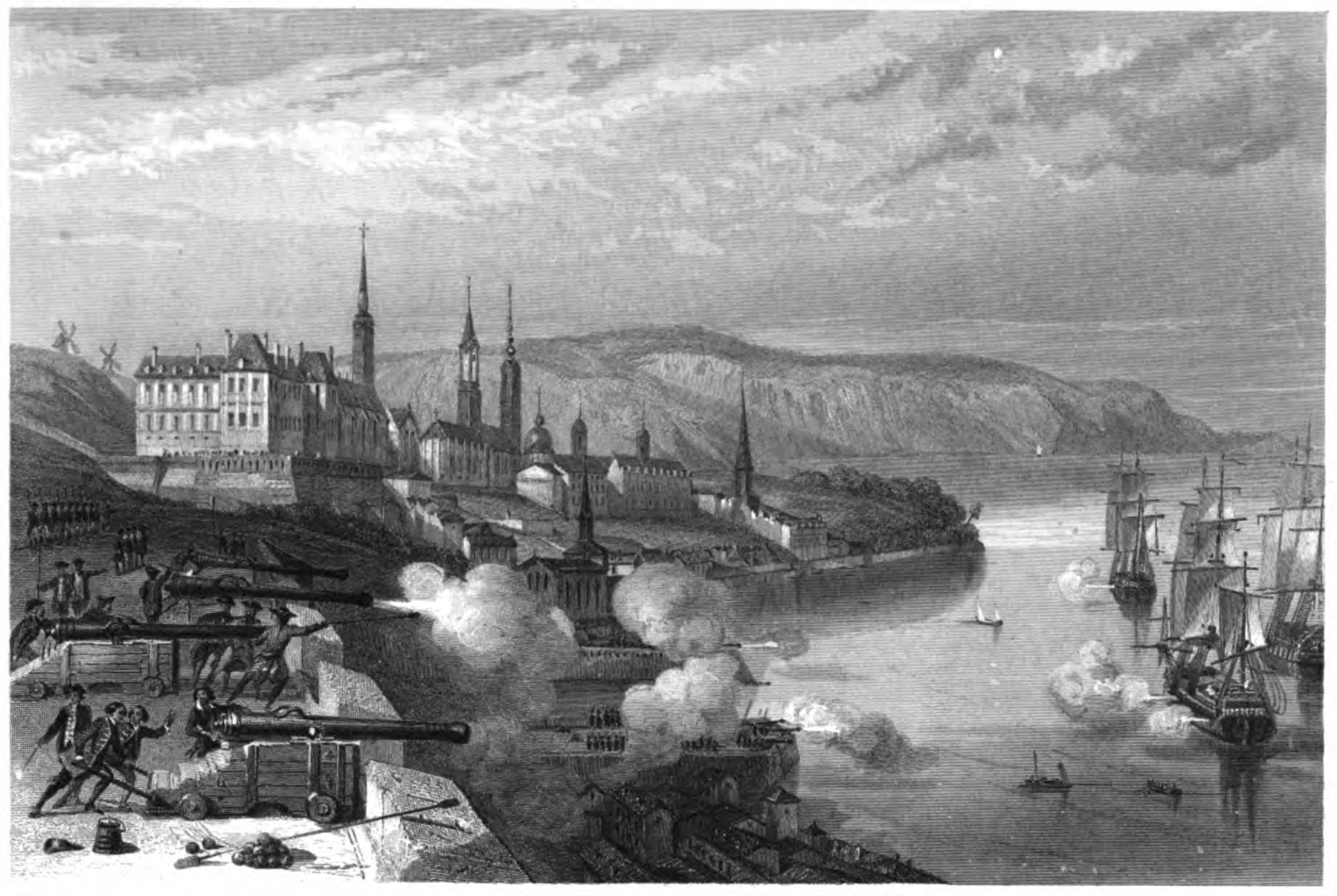
Les canons du comte de Frontenac tirant sur les navires de Sir William Phips. Quoique les illustrateurs n'aient probablement pas mis le pied à Québec, cette estampe illustre bien l'esprit de cette bataille.

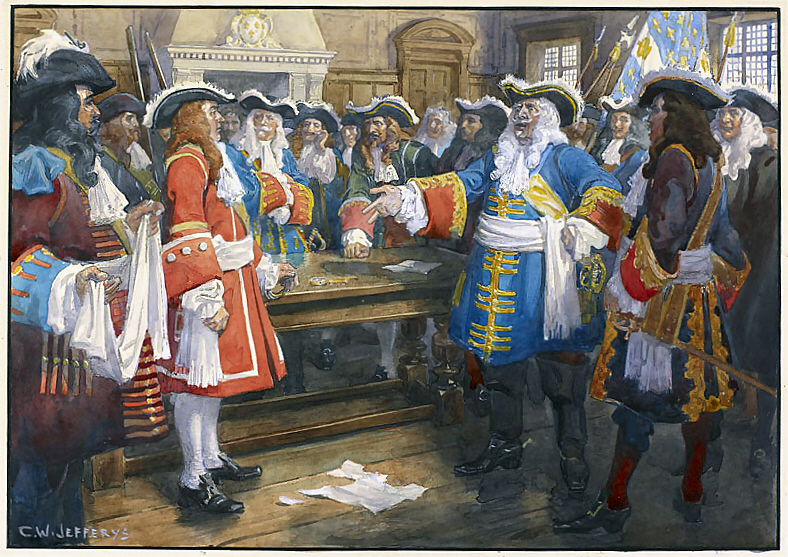
Frontenac recevant l'émissaire de William Phips selon Charles William Jefferys.

Les Anglais conçoivent donc un plan de campagne par terre et par mer contre la Nouvelle-France. Un corps de milice considérable de New York, de la Nouvelle-Angleterre et du Maryland s'unirait aux Iroquois pour attaquer Montréal, tandis qu’une expédition maritime partirait de Boston sous le commandement de Sir William Phips pour attaquer Québec par la voie du Saint-Laurent. Une mauvaise organisation et une épidémie de petite vérole font avorter l’attaque contre Montréal.
La flotte de Phips remonte le Saint-Laurent et vient assiéger Québec le 16 octobre 1690. Frontenac, qui a pu regrouper toutes les forces militaires de la colonie, organise la défense de la ville. Le 16 octobre, l'amiral anglais envoie au gouverneur un émissaire portant une sommation rédigée par avance. Frontenac ruse pour faire croire au délégué qu'il y a beaucoup plus de soldats à Québec qu'il n'y en a en réalité. Le délégué présente à Frontenac un ultimatum « au nom de leurs majestés Guillaume III et Marie, roi et reine d'Angleterre » où il invite les Français à se rendre sans combat et termine en disant : « Votre réponse positive dans une heure, rendue par votre trompette avec le retour du mien, est ce que je vous demande sur le péril qui pourra s'ensuivre ». Là, le parlementaire anglais tire une montre de sa poche et fait voir l'heure au gouverneur.
Frontenac répond sans délai : « Je ne connais pas le roi Guillaume, usurpateur qui a violé les droits les plus sacrés du sang en voulant détrôner Jacques II, son beau-père ; quant à votre général, qu'il sache que je n'ai point de réponse à lui faire que par la bouche de mes canons et à coups de fusils ».
Le lendemain, des renforts dirigés par M. de Callières arrivent de Montréal. Mais le 18 octobre, les Anglais de Phips débarquent à Beauport, pendant que quatre de leurs navires bombardent Québec. L'attaque dure trois jours, elle est un échec et Phips quitte définitivement la Nouvelle-France.

#### Ensuite
Les colonies anglaises ne lancèrent plus d’attaque d'envergure contre la Nouvelle-France. Pendant les sept autres années de la guerre de la Ligue d'Augsbourg, elles déléguèrent en quelque sorte cette tâche aux Iroquois. N'ayant pas assez de troupes pour envahir les colonies anglaises, Frontenac opta pour une stratégie de guérilla, dans laquelle les Canadiens furent bientôt aussi habiles que leurs ennemis iroquois.
Au plan interne, le second mandat de Frontenac fut moins tumultueux. L’administration ne fut pas complètement désorganisée comme pendant le premier. Sauf pour un épisode l'opposant à Mgr de Saint-Vallier au sujet de la représentation projetée du Tartuffe de Molière, ses relations avec le clergé furent plutôt paisibles. Ses rapports avec le Conseil souverain furent moins acrimonieux que lors de son premier passage en Nouvelle-France. Cependant, ses relations avec l’intendant, notamment sur la traite, furent rien moins qu'amicales.

### Les guerres iroquoises

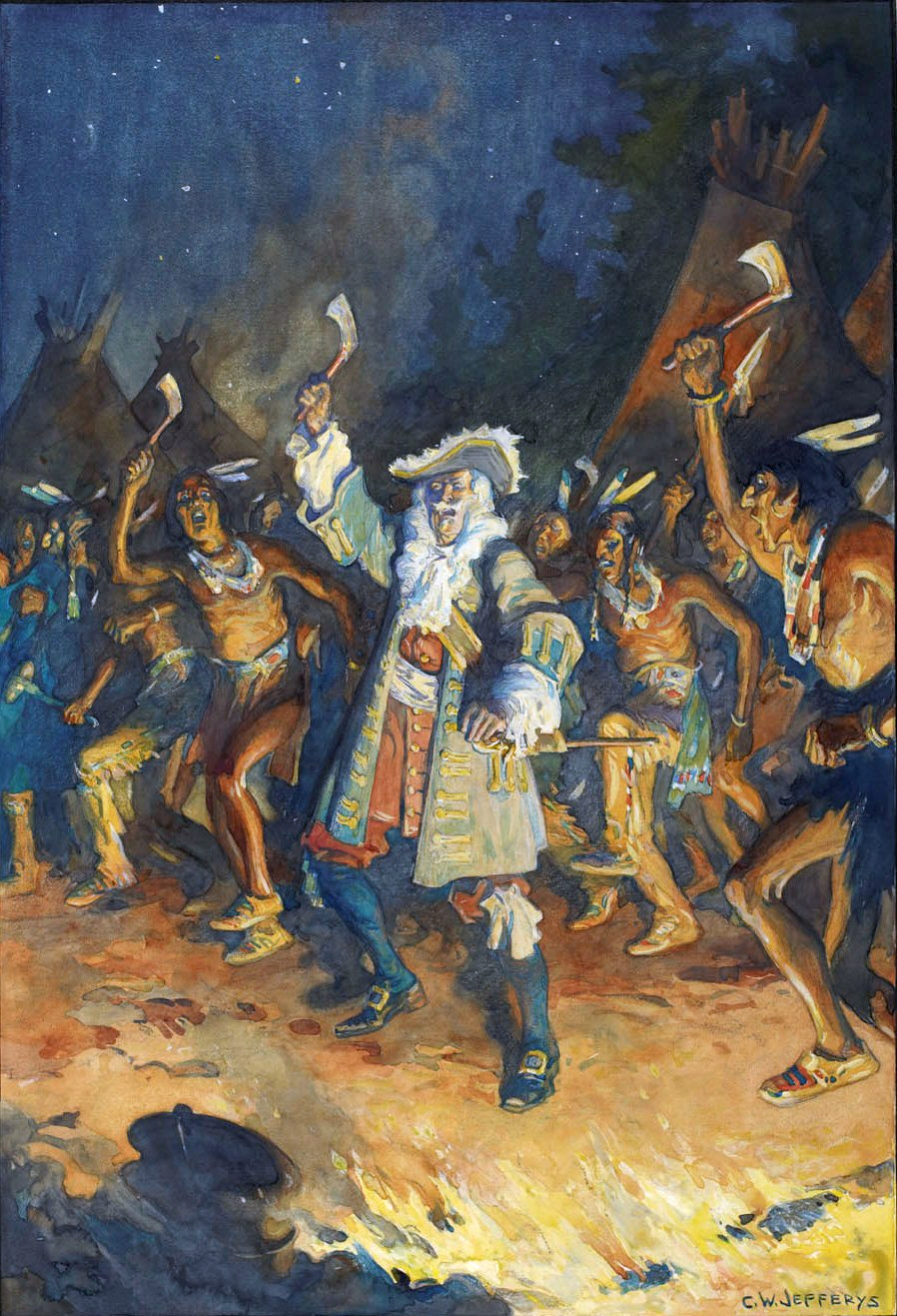
Frontenac dansant avec les alliés Amérindiens en 1690.

Frontenac était d'abord soucieux « de l’expansion de la traite des fourrures, expansion que la guerre facilitait grandement. Sous prétexte d’opérations militaires, il envoyait chaque année aux postes de l’Ouest des groupes nombreux, payés par la couronne. On s’aperçut bientôt que, loin de servir à une fin militaire, ces expéditions offraient simplement aux amis et associés de Frontenac l’occasion de s’enrichir par la traite. » De plus, les Amérindiens de l’Ouest, alliés de la Nouvelle-France, étaient davantage préoccupés par les fourrures que par la guerre contre les Iroquois.
Des postes de traite français étaient établis sur des territoires de plus en plus éloignés. Ainsi, des forts sont bâtis dans la région du Mississippi et dans les Prairies, permettant ainsi aux coureurs des bois, munis d'une autorisation, d'échanger avec les Sioux et les Amérindiens des plaines. Les Outaouais, partenaires commerciaux des Français, voyaient négativement cette expansion car elle les dépossédait de leur rôle d’intermédiaires entre les tribus de l’Ouest et les Canadiens. Ils firent donc la paix avec les Iroquois. L’empire commercial des Français se trouvait ainsi menacé. Les hauts fonctionnaires de Montréal et de Québec demandèrent à Frontenac de lancer une attaque d'envergure contre les villages iroquois. Frontenac ne lança la campagne que lorsqu'il en eut reçu l’ordre exprès du ministre de la Marine.
En juillet 1696, une force armée, constituée des troupes régulières, de la milice et des alliés indiens, comprenant 2 150 hommes, quitta Montréal afin d'attaquer le village des Onontagués. Elle n'y trouva plus que des cendres, l’ennemi ayant fui dans les bois après avoir tout incendié. On rasa les cultures et détruisit les vivres et tout ce qui restait. Un groupe de 600 hommes, dirigé par Vaudreuil, se rendit au village des Onneiouts, le brûla et détruisit les récoltes. On rentra ensuite à Montréal.
Même s'il n'y avait pas eu de lutte armée, cette expédition fut un tournant. Elle avait brisé la résistance des Iroquois. « Depuis quelques années, la « petite guerre » tournait en somme contre eux. Au début, ils pouvaient attaquer avec impunité les établissements français, mais les Canadiens avaient vite acquis une grande habileté dans la tactique de la guerre en forêt. De plus en plus souvent, des partis de Canadiens prenaient en embuscade des partis de guerre ou de chasse iroquois sur leur propre territoire. […] Par suite de la destruction de leurs villages et de leurs approvisionnements, les Onontagués et les Onneiouts se voyaient réduits à demander l’aide des trois autres nations iroquoises et des colonies anglaises. »
Ils cherchèrent donc à conclure la paix. Toutefois, Frontenac se défiait d'eux. Pendant trois ans, les combats se poursuivirent par intermittence dans les bois. En Europe, la guerre de la ligue d’Augsbourg tire à sa fin. En 1697, la paix est signée entre la France et l'Angleterre (traité de Ryswick).
Sous le gouvernement de Frontenac, la traite des fourrures connut un plus grand essor que jamais auparavant. S'il est certain que Frontenac était avant tout motivé par ses propres intérêts financiers et ceux de ses associés, le fait est que, après sa mort, les autorités métropolitaines abandonnèrent « la politique tendant à la restriction de l’expansion vers l’ouest, pour passer à une politique impérialiste qui tendait à occuper toute l’Amérique du Nord à l’ouest des Apalaches [sic], entre les Grands Lacs et le golfe du Mexique. Les postes de l’Ouest que Frontenac avait établis étaient essentiels à la réussite de ce nouveau programme d’action. »

### Frontenac et les coureurs des bois
En 1672, peu avant son départ pour le Canada, Frontenac reçoit instruction de publier une ordonnance punissant sévèrement les habitants qui iraient pêcher ou chasser hors des confins de la colonie, sauf avec sa permission écrite et visée par l'intendant. Quelques semaines après son arrivée, il promulgue une ordonnance interdisant de vendre des marchandises aux coureurs des bois non autorisés, ou de leur acheter des pelleteries : quiconque pris à commercer sans permis sera puni de confiscation et d'une amende minimale de 150 livres ; pour une deuxième offense, le contrevenant sera fouetté et envoyé aux galères.
En 1674, douze coureurs des bois furent arrêtés et amenés à Montréal devant Frontenac. Il en fait exécuter un « pour encourager les autres ».

### Mort de Frontenac
À l'automne 1698, sa santé se dégrade rapidement. Il souffre d'asthme et ne peut dormir qu'assis dans un fauteuil. À la mi-novembre, sentant sa fin proche, il fait la paix avec l'intendant et l'évêque, et meurt le 28 novembre 1698. Il est inhumé en l'église des Récollets de Québec. Son cœur est rapporté en France pour inhumation près de sa sœur dans une chapelle de l'église Saint-Nicolas-des-Champs de Paris.

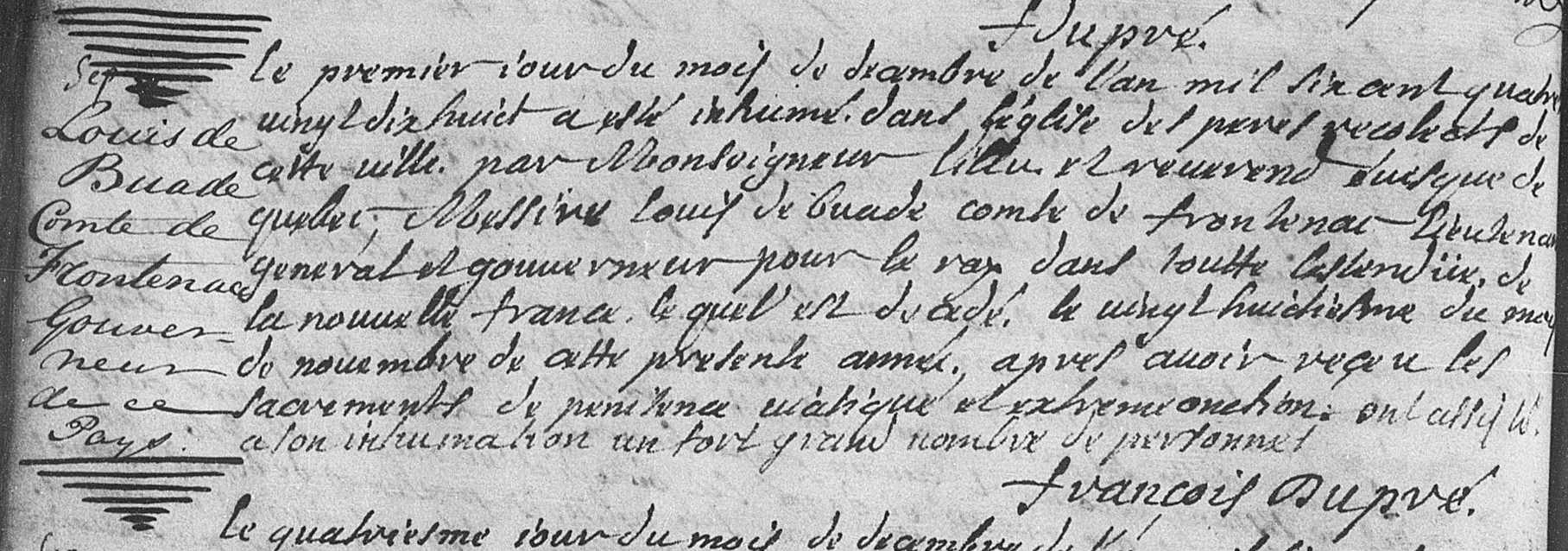
Acte de sépulture de Louis de Buade Comte de Frontenac.
1 12 1698.
Paroisse Notre-Dame-de-Québec de la ville de Québec.

L'acte de sépulture de Louis de Buade de Frontenac se lit :

« Le premier jour du mois de decembre de l'an mil six cent quatre vingt dix huit a ete inhume dans l'eglise des peres recolets de cette ville par Monseigneur [?] et reverend evesque de Quebec Messire Louis de Buade Comte de Frontenac lieutenant general et gouverneur pour le roy dans toute [?] de la Nouvelle France lequel est decedé le vingt huitiesme du mois de novembre de cette presente année apres avoir recu les sacrements de penitence viatique et extreme onction. Ont assisté a son inhumation un fort grand nombre de personnes. »

— François Dupré, prêtre curé de Québec.

## Hommages
Un grand nombre de lieux au Canada et aux États-Unis sont nommés en l'honneur de Frontenac : municipalités, comtés, rues, parcs, édifices, etc. Pour des listes partielles, voir notamment le répertoire des toponymes du Canada et les pages Frontenac et Buade. Voir également le site de la Commission de toponymie du Québec.
Le Pont Pierre-Laporte, traversant le Fleuve Saint-Laurent entre les villes de Québec et de Lévis devait s'appeler à l'origine, Pont Frontenac, de sa construction jusqu'au 21 octobre 1970. Dès cette date, le changement a été fait et, officialisé, avec son inauguration le 6 novembre 1970 pour rendre hommage à Pierre Laporte.

## Culture populaire
L'hôtel Château Frontenac de Québec a été nommé ainsi en son honneur.

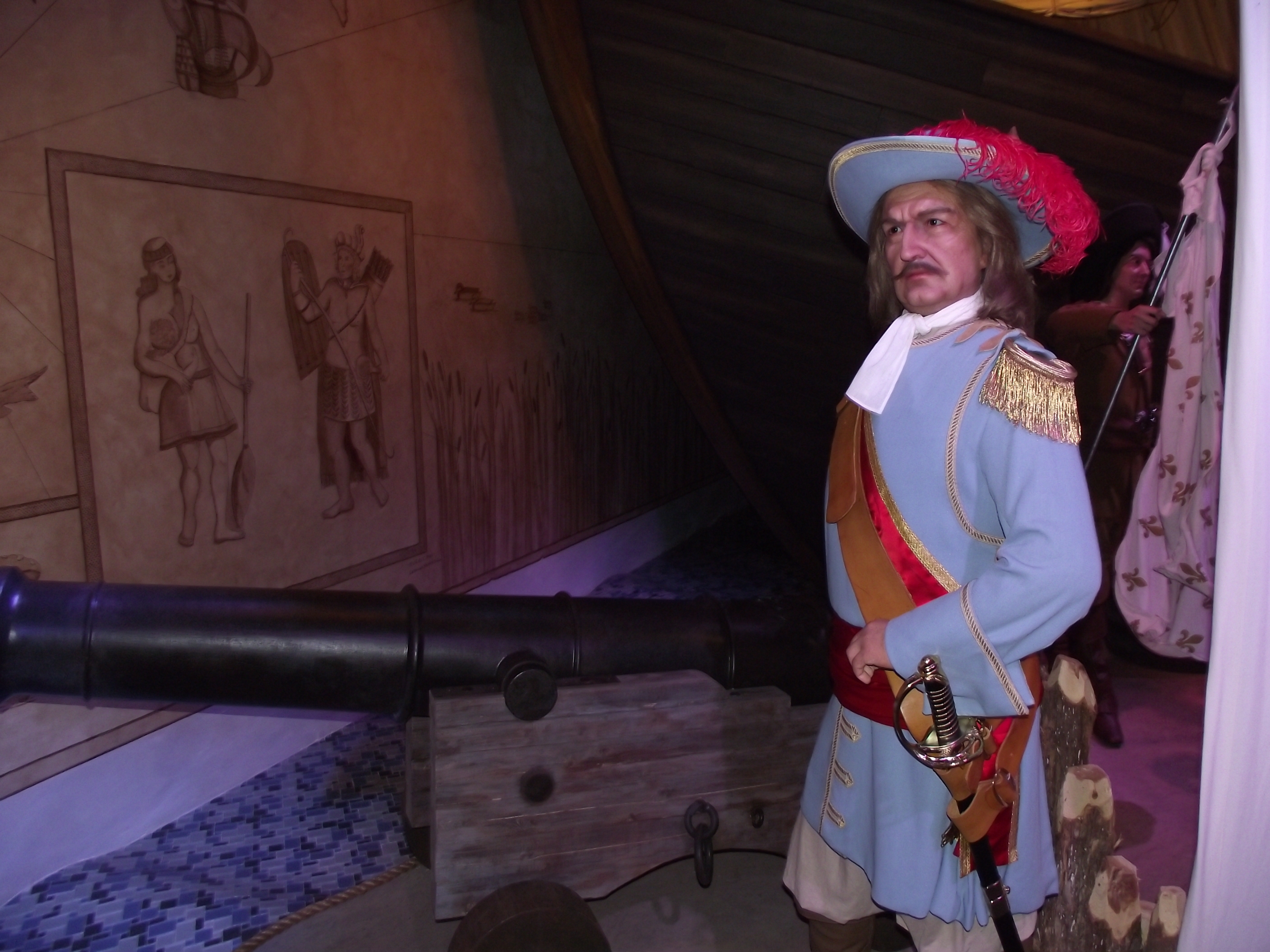
Au musée Grévin Montréal.

Louis de Buade de Frontenac est mis en scène dans le livre de Matthieu Santerre, Le Comte de Frontenac : une pièce de théâtre absurde en 2014 aux Éditions Édilivre.